# La Pintada (distrito)
La Pintada é um distrito da província de Coclé, Panamá. Possui uma área de 1.023,60 km² e uma população de 23.202 habitantes (censo 2000), perfazendo uma densidade demográfica de 22,67 hab./km². Sua capital é a cidade de La Pintada.